# Хорин (хутор)
Хорин — хутор в Отрадненском районе Краснодарского края России.
Входит в состав Рудьевского сельского поселения.

## География
Хутор находится на берегу реки Синюха, на расстоянии 21 км к северо-западу от станицы Отрадная, административного центра района, и 190 км к юго-востоку от города Краснодар, административного центра края.

## Население
| 2002 | 2010 |
| ---- | ---- |
| 311  | ↘223 |

## Улицы
На хуторе имеются две улицы: Заречная и Южная.

## Инфраструктура
Через хутор проходит тупиковая автодорога Попутная — Рудь.